# Mario Acquaviva (cantautore)
Mario Acquaviva (Rocchetta Sant'Antonio, 8 settembre 1954) è un cantautore italiano.

## Biografia

### I Quarto Stato
Dopo essersi trasferito dalla Puglia a Milano con la famiglia nel 1964, frequenta gli ambienti del movimento studentesco e dal 1972 ha le prime esperienze artistiche con la Compagnia Majakowskij, gruppo che recupera dal vivo canti popolari e di lotta; dopodiché forma con Nadia Furlon i Quarto Stato, duo militante con cui pubblica nel 1976 l']omonimo album], con la prefazione di Dario Fo e la partecipazione del jazzista Gaetano Liguori e di Tommaso Leddi degli Stormy Six. Tra le canzoni del disco, tutte su tematiche politiche e sociali, Orta Nova 1948 racconta il brigantaggio, l'occupazione delle terre e la repressione dei moti contadini nel Tavoliere delle Puglie e Cantata per Rocco Scotellaro è dedicata al poeta lucano Rocco Scotellaro.
Nel 1978 portano in scena lo spettacolo Contrasto, dopodiché il duo si scioglie.

### Solista
Debutta da solista nel 1980 con Ballabile, pubblicato dalla Ascolto, la casa discografica di Caterina Caselli; al disco partecipano Gigi Venegoni (Arti e Mestieri, Venegoni & Co) alle chitarre, Silvano Borgatta alle tastiere e il regista Pupi Avati al clarino. Dall'album viene tratto il 45 giri Rosa/Quaderno a quadretti, mentre un altro brano, Lupo lupo, è inserito insieme a La serie dei numeri di Angelo Branduardi in un 45 giri realizzato dal Partito Socialista Italiano nel 1983.
Segue nello stesso anno il mini-LP Mario Acquaviva, prodotto e arrangiato da Mauro Spina, che vede al basso un giovanissimo Nicola Fasani, alias Faso di Elio e le Storie Tese: Ho perso tutto, il brano su cui si punta per il lancio, viene presentato ad Azzurro 1983 e al Festivalbar 1983, con buoni riscontri radiofonici e recensito positivamente da Renzo Arbore. In copertina Acquaviva è raffigurato insieme al Maestro Franco Manisco, direttore d'orchestra all'epoca novantenne, che appare con lui anche nella serata finale del Festivalbar.
Nel 1985 scrive  Happy End per Fiorella Mannoia, che la include nel suo album Momento delicato. La sua casa discografica, la Ariston, viene lentamente smantellata avviandosi alla chiusura, e Mario deve cambiare e passare alla Fonit-Cetra, pubblicando il nuovo LP, Sogni e ridi , prodotto da Lucio Fabbri, con Walter Calloni alla batteria e Grazia Di Michele ai cori, solo nel 1987. Il riscontro del pubblico è inferiore alle aspettative ed Acquaviva si ritira, dedicandosi alla ristorazione.

### Il ritorno in attività
Nel 2019 il mini LP del 1983 viene ristampato su vinile da una casa discografica veronese, la Archeo Recordings, in 500 copie che si esauriscono in fretta, e ciò spinge Mario Acquaviva a riprendere l'attività artistica: pubblicando un singolo nel 2020 (tre versioni remix con la parte vocale ricantata di un brano del disco del 1983, Notturno italiano) e un mini LP, Attention Please', anticipato dal singolo Maria Teresa (dedicato alla scrittrice Maria Teresa Di Lascia), a ottobre del 2023.

## Discografia

### Album
- 1976 - Quarto Stato(L'Orchestra, ; con i Quarto Stato)
- 1980 - Ballabile (Ascolto, ASC 20211)
- 1987 - Sogni e ridi (Fonit-Cetra, LPX 186)

### Mini LP
- 1983 - Mario Acquaviva (Ariston, AZRL 103); ristampato nel 2019 dalla Archeo Recordings[13]
- 2023 - Attention Please' (Talento, 197190107890)

### Singoli
- 1980 - Rosa/Quaderno a quadretti (Ascolto, ASC 10266)
- 1983 - La serie dei numeri/Lupo lupo (Partito Socialista Italiano, PSI 001)
- 2020 - Notturno italiano Reworks (Mother Tongue Records, MT-19006)